# Džindić mahala
Džindić mahala, starijeg imena mahala Mustafe džindije, mahala u Tuzli. Ime Mustafe džindije (džindija = konjanik) nosila je u razdoblju od 1548. do 1600. godine. Po mahali se zove istočna kapija utvrde, Džindijska kapija. Mustafa-beg Džindija ostavio je svoj džamijski i mesdžidski vakuf u Tuzli.:str 153.
Od 16. stoljeća mahala Mustafe džindije razvijala se sjeverno od Palanke i na padinama brda Bukovčić i Borić. Iz tog vremena u njoj je džamija, monumentalni primjer tradicijske bosanske džamije od drveta. U mahali je bio mekteb i i veći broj stambenih privatnih objekata, najstarijih tuzlanskih obitelji.:str 150. Budući da su mahale u Tuzli dobile su imena po vjerskim objektima jer su nastale uz njih, a u Džindić mahali bila je džamija, tako je bilo i ovdje. Mahala Mustafe džindije bila je gradska mahala u drugoj polovini 17. stoljeća i naslanjala se na Palanku.:str 147. Između utvrde Palanke i kasnije Džindić mahale nalazila se mahala hisarije Ferhada sina Ahmeda.:str 146.   Ulica od Čaršijske do Jalske džamije zvala se Mahala Malkoča džindije. Pored Džindijske kapije u Palanci nalazio se upravni dio Palanke.:str 149.